# Jasikovo
Iasicovo este un sat din comuna Maidan, Serbia. Conform recensământului din 2002, satul are o populație de 717 de persoane,  majoritatea fiind români.

## Demografie
| An        | 1948 | 1953 | 1961 | 1971 | 1981 | 1991 | 2002 | 2011 |
| --------- | ---- | ---- | ---- | ---- | ---- | ---- | ---- | ---- |
| Populație | 1032 | 1075 | 1071 | 1049 | 963  | 822  | 717  | 470  |